# Knut Steen
Knut Steen (19. november 1924 i Oslo i Norge – 22. september 2011) var en norsk billedhugger, uddannet ved Statens Kunstakademi under Per Palle Storm og Stinius Fredriksen. Han var bosat i Carrara i Italien siden 1973.
I alt har han mere end tredive udsmykninger i Norge. Han er kendt for et højt antal skulpturer, offentlige udsmykninger og udsmykninger af skibe, ofte i overgangen mellem det figurative og det abstrakte. Blandt hans mest kendte monumenter kan nævnes Rudolf Nilsen i Oslo fra 1953, Hvalfangstmonumentet i Sandefjord fra 1960, Nike i Tromsø fra 1967, Oppgangssaga i Hønefoss fra 1979, Aurora i Oslo fra 1982, Olav Kyrre i Bergen fra 1998, og Kong Olav i Gulen fra 2006.
Knut Steen voksede op i bydelen Kampen i Oslo og var den ældste af fire søskende. Faderen var vognmand og satte drengen tidligt i arbejde, blandt andet med at køre affald. Han spillede senere trompet i et jazzorkester, fik arbejde i et reklamebureau og kom ind på Statens Håndverks- og Kunstindustriskole i 1944, derefter på Statens Kunstakademi.
Knut Steen har udført arbejder i granit, beton, bronze, stål og marmor, i 1970-erne også grafik. Han efterstræbte skønheden og udtrykte selv en trang til at "få bronzen til at synge og marmoren til at svæve".
I 2006 blev han omtalt offentlig flere gange, fordi en 8 meter høj statue af Kong Olav som han havde lavet på bestilling af Oslo kommune blev underkendt , blandt andet fordi statuens løftede højre arm kunne minde om en romersk hilsen. Selv fremførte Steen, at det var denne positur kong Olav var kendt for når han hilste på folket. Statuen skulle egentlig have været placeret på Rådhuspladsen i Oslo. Steen gav først udtrykk for, at han havde ønsket at gravlægge statuen i Italien da Oslo ikke ville have den, men efter at en række norske kommuner viste interesse for statuen valgte han i stedet Skjerjehamn i Gulen kommune. Statuen blev avsløret under Utkantfestivalen den 4. august 2007.
I januar 2008 blev Steen udnævnt til Ridder 1. klasse af Sankt Olavs Orden for sin indsats som billedhugger. Steen blev i 2007 udnævnt til kommandør af Ordenen den italienske solidaritets stjerne.
I Sandefjord blev en skulpturpark med Steens værker åbnet på Anders Jahres tidligere ejendom den 24. juni 2009. Steen stod også bag Hvalfangstmonumentet i samme by. Det blev opført af ham i perioden 1955–60. Steen er knyttet til Sandefjord ikke bare på grund af Hvalfangstmonumentet, men også fordi han boede dér store dele af sit liv.